# Юго-западная стена (Выборгский замок)
Юго-западная стена (Выборгский замок) — оборонительная стена Выборгского замка ранней огнестрельной эпохи, являющаяся частью пояса внешней оборонительной стены второй половины XVI — начала XVII веков, ставшей в ходе многочисленных перестроек внешним фасадом зданий цейхгауза, тюрьмы и арсеналов. Единственная оборонительная стена Выборгского замка, сохранившаяся в полную высоту и сохранившая детали первоначального облика.

## Описание
Юго-западная стена расположена в южной части Замкового острова, она предназначалось для обороны Нижнего (Переднего) двора. Стены сложены из гранитными валунов и блоков, верхняя часть стены и карнизы с аркатурным поясом сложены из кирпича в конце XIX века. Арочный свод проездных ворот также выложен кирпичом. Стена снабжена шестью огнестрельными бойницами, расположенными под карнизом, куда стрелки поднимались по деревянной галерее, покоившейся на каменном выступе. Бойницы обращены в сторону входа в морскую гавань. Наибольшая высота стены в месте примыкания к зданию цейхгауза составляет более 9 м.

## История
Строительные изменения замка второй половины XVI в. затронули и западную низменную сторону острова, которую до того времени защищали часто упоминавшиеся в документах «шканцы» и «больверки». На месте прежних дерево-земляных укреплений с 1583 г. возводилась внешняя оборонительная стена, дугой охватившая западный и частично северный берега острова. В замковом отчете за 1582 год сообщалось о том, что «…старый замковый вал, расположенный против моста, соединяющего остров с городом, разрушен для того, чтобы освободить место для новой и более прочной стены». Была разобрана часть стены между башнями Новой и Караульной, трасса новой юго-западной стены отодвинулась вглубь острова и прошла под Кузнечным двором до южного угла современных складских помещений. В 1584 г. работы на вновь создаваемом каменном поясе достигли места против дома коменданта, то есть точки, где начинался изгиб стены к северу. Строительство, вероятно, продолжалось и в начале XVII в., поскольку в записях 1604 г. фигурирует «фундамент вала против старой кузницы», как известно, располагавшейся на западной части острова. Важным для определения верхней даты постройки западного пояса стены является то обстоятельство, что план 1615 г. показывает её уже полностью сформировавшейся.
В ходе строительства в конце XVI — второй четверти XVII веков пояса складских помещений (цейхгауза, Губернской канцелярии и арсеналов) вдоль северной оборонительной стены, от общей протяженности остался не застроенным лишь юго-западный участок. Конструкция западного пояса стены 1579—1615 гг. в момент постройки имела примыкавшие изнутри пристройки только на северной и южной частях. Дугообразная в плане центральная часть оборонительной стены представляла собой отдельно стоящее сооружение. Поэтому упоминание в документах за 1612—1613 гг. о ремонте лестниц на стену и наличие зубцов позволяет утверждать, что в местах, свободных от пристроек, она имела боевую галерею с бруствером. Бойницы сохранялись в верхних ярусах пояса складских зданий вплоть до XVIII века, когда они были заложены кирпичам, либо эти участки стены были полностью переложены.
На внешнем периметре стен сохранились следы трех фортификационных эркеров или «карнапов». Лучше всего сохранился тот, который находится уровне на третьего яруса треугольного корпуса здания цейхгауза, слева от проездных ворот юго-западной стены. Помимо упомянутых ворот на протяжении оборонительной стены в разные периоды располагалось еще трое проездных ворот, которые вели в пространство перед замковым валом, двое из них и сегодня можно увидеть на внешнем фасаде замка. Проездные ворота юго-западной стены расшиты в 1930-х гг. для проезда автомобильного транспорта.